# Terrathelphusa kuhli
Terrathelphusa kuhli is een krabbensoort uit de familie van de Gecarcinucidae. De wetenschappelijke naam van de soort is voor het eerst geldig gepubliceerd in 1883 door De Man.